# Raja (género)

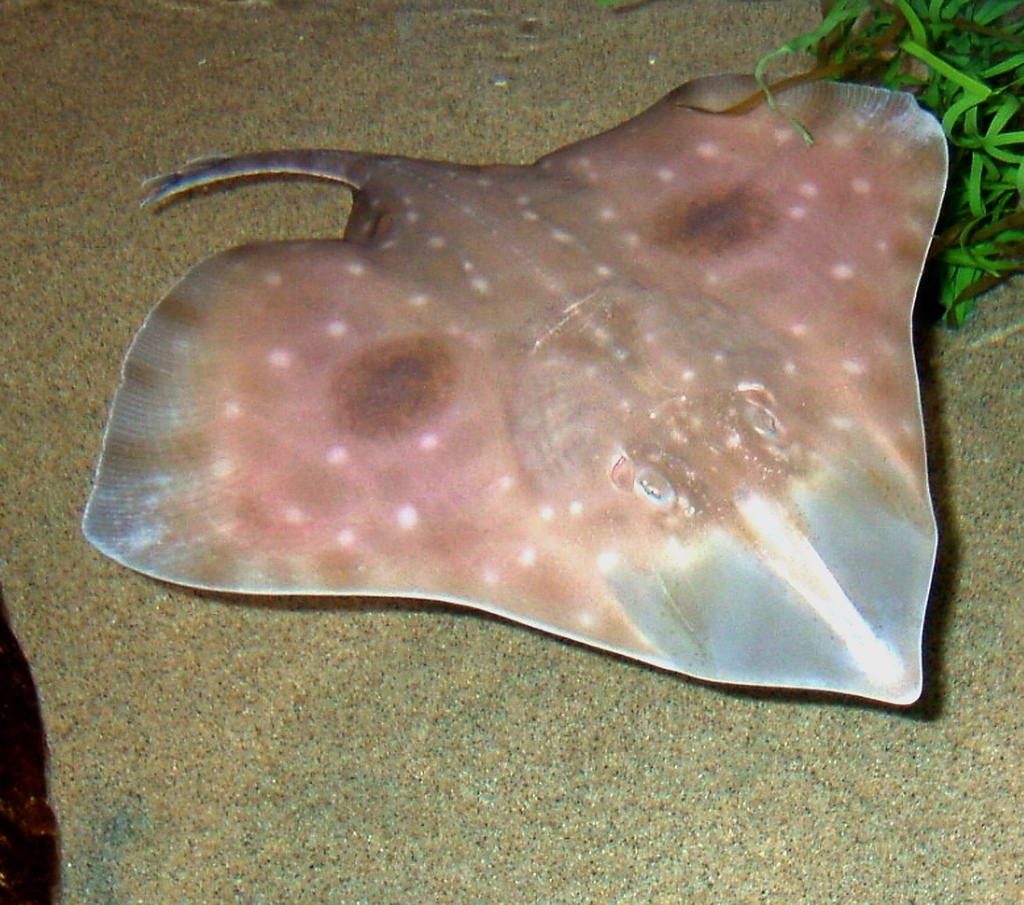
Raja binoculata

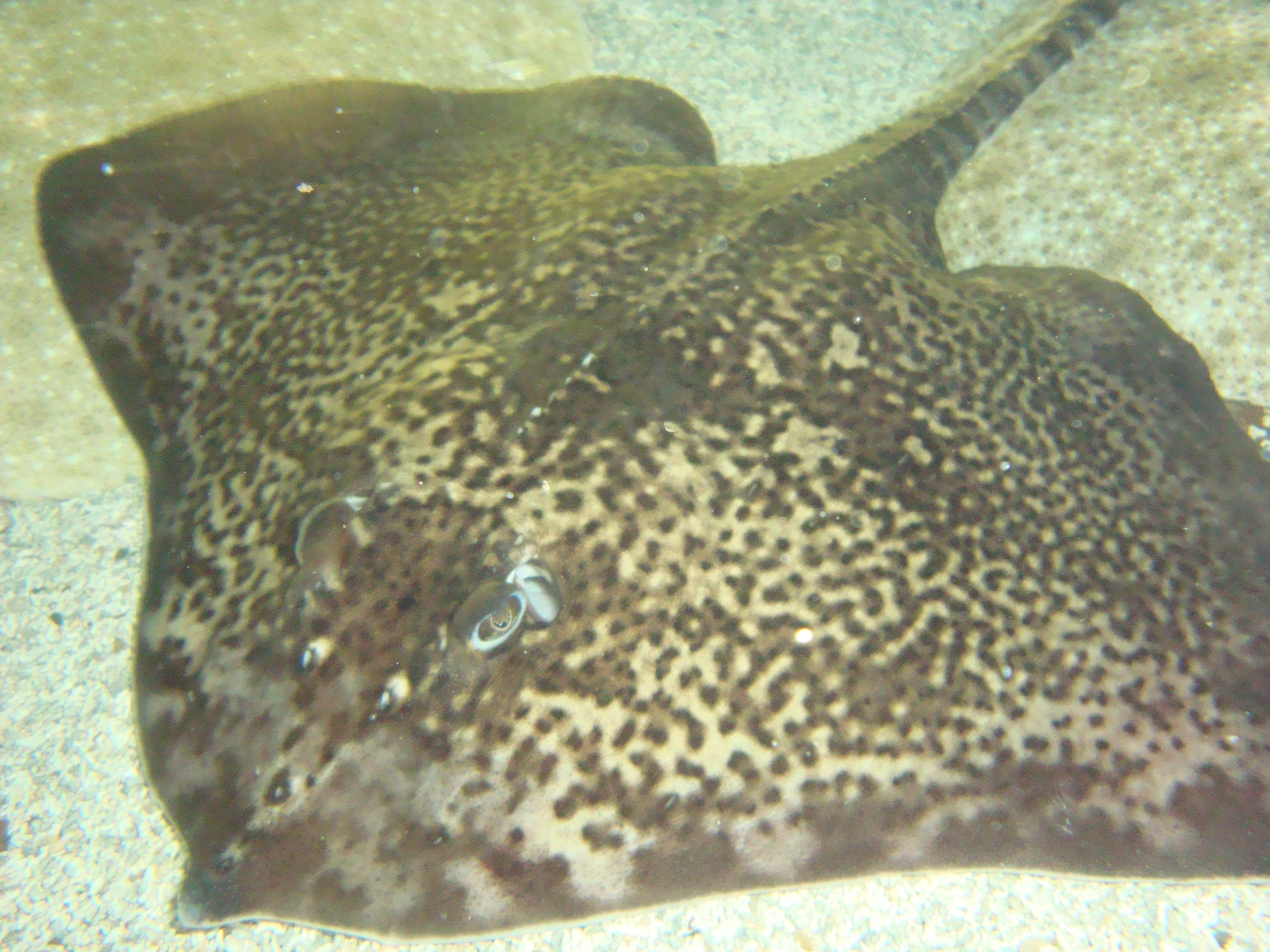
Raja clavata

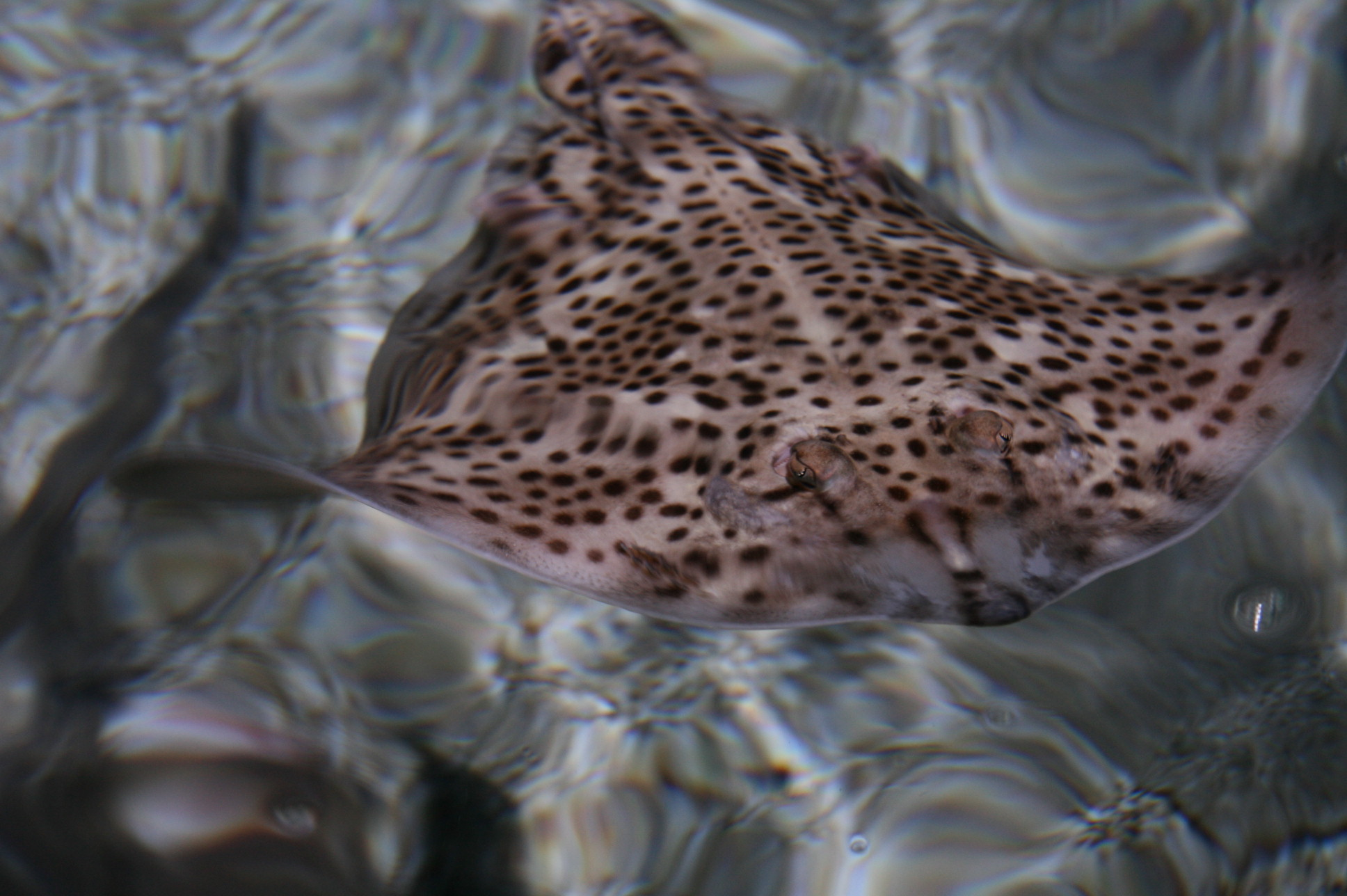
Raja montagui

Raja é um dos géneros de raias pertencente à família dos rajídeos.
São peixes cartilaginosos achatados com uma forma rômbica devido às suas grandes barbatanas peitorais que se estende desde ou quase do focinho até a base da sua cauda. Seus focinhos são acentuados por uma projeção cranial da cartilagem rostral. A boca e as brânquias localizadas na parte inferior do corpo. Podem ter cores sólidas ou padrões, e têm estruturas espinhosas na superfície superior, e algumas espécies contêm órgãos elétricos dentro de suas caudas.
O acasalamento ocorre normalmente na primavera e a fêmea bota e desova numerosos ovos.
Espécies variam em tamanho: A raia-de-verão (R. erinacea) mede até 50 cm de comprimento e a raia-gigante (R. binoculata) mede até 2,5 m de comprimento.
Raja estão ativas durante o dia ea noite e normalmente se alimentam de moluscos, crustáceos e peixes. São encontrados em muitas partes do mundo, de tropical até perto de águas árticas, desde águas rasas até profundidades de mais de 2.700 metros. Têm registros fósseis que datam no período Cretáceo Superior, portanto, esta espécie bem adaptada é bastante antiga.

## Espécies
- Raja ackleyi Garman, 1881
- Raja africana Capapé, 1977
- Raja bahamensis Bigelow & Schroeder, 1965
- Raja binoculata Girard, 1855
- Raja brachyura Lafont, 1873
- Raja cervigoni Bigelow & Schroeder, 1964
- Raja clavata Linnaeus, 1758
- Raja cortezensis McEachran & Miyake, 1988
- Raja eglanteria Bosc, 1800
- Raja equatorialis Jordan & Bollman, 1890
- Raja erinacea Mitchill, 1825
- Raja herwigi Krefft, 1965
- Raja inornata Jordan & Gilbert, 1881
- Raja koreana Jeong & Nakabo, 1997
- Raja maderensis Lowe, 1838
- Raja microocellata Montagu, 1818
- Raja miraletus Linnaeus, 1758
- Raja montagui Fowler, 1910
- Raja polystigma Regan, 1923
- Raja pulchra Liu, 1932
- Raja radula Delaroche, 1809
- Raja rhina Jordan & Gilbert, 1880
- Raja rondeleti Bougis, 1959
- Raja rouxi Capapé, 1977
- Raja stellulata Jordan & Gilbert, 1880
- Raja straeleni Poll, 1951
- Raja texana Chandler, 1921
- Raja undulata Lacepède, 1802
- Raja velezi Chirichigno F., 1973
- Raja whitleyi Whitley, 1939